# Sanremo 2013 (compilation)
Sanremo 2013 è una compilation pubblicata dall'etichetta discografica Warner Music Italy il 22 febbraio 2013.

## Descrizione
Si tratta di un doppio CD contenente alcuni brani partecipanti al Festival di Sanremo 2013. Il primo disco contiene 13 dei 14 brani della categoria "Campioni" che hanno passato il turno durante la prima e la seconda serata del Festival, in base al nuovo meccanismo di partecipazione degli artisti, che presentano due canzoni per ciascuno. È solo assente la canzone Se si potesse non morire dei Modà. Nel secondo CD sono presenti le 8 canzoni presentate dai "Giovani" più tre bonus track, che sono L'italiano di Toto Cutugno, Sarà perché ti amo dei Ricchi e Poveri e Felicità di Al Bano e Romina Power. La compilation è stata realizzata in collaborazione con Radio Italia.

## Tracce
Tra parentesi senza distinzioni sono indicati autori del testo e delle musiche.
CD 1
1. Raphael Gualazzi – Sai (ci basta un sogno) – 4:05 (Raffaele Gualazzi; edizioni musicali Sugar Srl)
2. Annalisa – Scintille – 3:07 (Dario Faini e Antonio Galbiati; edizioni musicali Universal Music Publishing Ricordi)
3. Malika Ayane – E se poi – 4:44 (Giuliano Sangiorgi; edizioni musicali Sugar Srl)
4. Elio e le Storie Tese – La canzone mononota – 3:39 (Stefano Belisari, Sergio Conforti, Davide Luca Civaschi, Nicola Fasani; edizioni musicali Hukapan Srl)
5. Simona Molinari – La felicità (feat. Peter Cincotti) – 2:57 (testo: Simona Molinari e Maurizio Vultaggio – musica: Carlo Avarello; edizioni musicali Warner Music Italia Srl)
6. Daniele Silvestri – A bocca chiusa – 3:55 (Daniele Silvestri; edizioni musicali Sony Music Entertainment Italy SpA)
7. Simone Cristicchi – La prima volta (che sono morto) – 3:13 (testo: Simone Cristicchi, Leo Pari – musica: Simone Cristicchi; edizioni musicali Sony Music Entertainment Italy SpA)
8. Maria Nazionale – È colpa mia – 3:47 (testo: Peppe Servillo – musica: Fausto Mesolella; edizioni musicali Sony Music Entertainment Italy SpA)
9. Marta sui Tubi – Vorrei – 3:04 (testo: Giovanni Gulino – musica: Mattia Boschi, Carmelo Pipitone, Paolo Pischedda, Ivan Paolini; edizioni musicali Cyc Promotions)
10. Max Gazzè – Sotto casa – 3:57 (testo: Francesco Gazzè – musica: Massimiliano Gazzè e Francesco De Benedittis; edizioni musicali EMI Music Italy)
11. Almamegretta – Mamma non lo sa – 3:13 (testo: Gennaro Della Volpe – musica: Paolo Polcari, Gennaro Tesone; edizioni musicali Universal Music Italia SrL)
12. Marco Mengoni – L'essenziale – 3:39 (testo: Marco Mengoni, Roberto Casalino e Francesco De Benedittis – musica: Roberto Casalino e Francesco De Benedittis; edizioni musicali Universal Music Italia)
13. Chiara – Il futuro che sarà – 3:29 (testo: Francesco Bianconi – musica: Luca Paolo Chiaravalli e Lisette Gonzalez-Alea; edizioni musicali Sony Music Entertainment Italy SpA)

CD 2
1. Renzo Rubino – Il postino (amami uomo) – 3:45 (testo: Oronzo Rubino, Andrea Rodini – musica: Oronzo Rubino; edizioni musicali Warner Music Italia Srl)
2. Irene Ghiotto – Baciami? – 3:23 (Irene Ghiotto, Carlo Carcano; edizioni musicali EMI Music Italy Srl)
3. Andrea Nardinocchi – Storia impossibile – 3:44 (Andrea Nardinocchi; edizioni musicali EMI Music Italy Srl)
4. Ilaria Porceddu – In equilibrio – 3:33 (Ilaria Porceddu, Attilio Fontana, Clemente Ferrari; edizioni musicali D'Altro Canto Srl)
5. Paolo Simoni – Le parole – 3:27 (Paolo Simoni; edizioni musicali Sony Music Entertainment Italy SpA)
6. Antonio Maggio – Mi servirebbe sapere – 2:38 (Antonio Maggio; edizioni musicali Universal Music Italia Srl)
7. Blastema – Dietro l'intima ragione – 3:32 (testo: Matteo Casadei – musica: Daniele Gambi e Alberto Nanni; edizioni musicali Nuvole Production Srl)
8. Il Cile – Le parole non servono più – 3:32 (testo: Lorenzo Cilembrini – musica: Lorenzo Cilembrini e Riccardo Presentini; edizioni musicali Universal Music Italia Srl)
9. Al Bano & Romina Power – Felicità – 3:13 (testo: Cristiano Minellono – musica: Dario Farina e Gino De Stefani; edizioni musicali Sony Music Entertainment Italy SpA)
10. Toto Cutugno – L'italiano – 3:59 (testo: Cristiano Minellono – musica: Salvatore Cutugno; edizioni musicali Carosello Records Srl)
11. Ricchi e Poveri – Sarà perché ti amo – 3:12 (testo: Enzo Ghinazzi e Daniele Pace – musica: Dario Farina; edizioni musicali Baby Records)

## Classifiche
| Classifica (2013)    | Posizione massima |
| -------------------- | ----------------- |
| Italia (Compilation) | 1                 |